# Hank Crawford

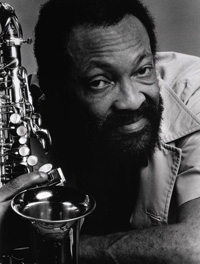
Hank Crawford

Bennie Ross „Hank“ Crawford (* 21. Dezember 1934 in Memphis, Tennessee; † 29. Januar 2009 ebenda) war ein US-amerikanischer Altsaxophonist des Rhythm and Blues, Hardbop und Soul-, Funk- und Fusion-Jazz. Außerdem war er Komponist und Arrangeur.

## Werdegang
Crawford begann am Klavier und spielte zunächst in der Kirche. Auf der High School war er Mitglied der Schulband The Rhythm Bombers. Als Saxophonist nannte er sowohl Rhythm-and-Blues-Musiker wie Louis Jordan und Earl Bostic als auch Johnny Hodges als Vorbilder. Zu seinen Schulfreunden zählten Booker Little, George Coleman und Phineas Newborn. Nach der Schule begann er in Memphis in den Bands von Junior Parker, Ike Turner, B. B. King und Bobby „Blue“ Bland zu spielen. 1958 traf er in Nashville, wo er das College besuchte, Ray Charles, bei dem er bis 1963 blieb (zuerst als Baritonsaxophonist, danach als Altsaxophonist, zuletzt als musikalischer Leiter der Begleitband, teilweise arrangierte er auch für Charles). Während seiner Zeit bei Charles nahm er auch sein erstes Solo-Album für Atlantic auf, bei denen er bis 1970 einige Rhythm-and-Blues-Alben herausbrachte. In den 1970er Jahren wechselte er zum Label CTI/Kudu von Creed Taylor, mit deutlicherer Jazz- und Funk Ausrichtung (I Hear a Symphony 1975, Arrangement David Matthews), in den 1980er Jahren zu Milestone (South Central, u. a. mit Stan Hope). Er nahm mit eigenen Gruppen und u. a. mit dem Gitarristen Melvin Sparks, dem Organisten Jimmy McGriff sowie mit Eric Clapton auf und arrangierte für andere Musiker wie Etta James, Johnny Copeland, Lou Rawls und Dr. John.

## Diskografie (Auswahl)
- 1969: Mr. Blues Plays Lady Soul (Atlantic)
- 1970: The Best of Hank Crawford (Atlantic)
- 1971: It’s a Funky Thing to Do (Cotillion/Atlantic)
- 1972: We Got a Good Thing Going (Kudu)
- 1973: Wildflower Arranged and conducted by Bob James (CTI)
- 1974: Don’t You Worry ’Bout a Thing (Kudu)
- 1977: Tico Rico (Kudu)